# Kazimierz Serocki: Pianophonie
Kazimierz Serocki: Pianophonie – album płytowy z awangardową muzyką fortepianową Kazimierza Serockiego, którą wykonują Szabolcs Esztényi oraz Jerzy Witkowski przy akompaniamencie orkiestr pod dyrekcją Stanisława Wisłockiego (Orkiestra Symfoniczna Polskiego Radia i Telewizji w Krakowie i WOSPRiTV w Katowicach). Płytę wydały firmy Dux (nr kat. DUX 1287) i Bôłt (nr kat. BR 1032). Album uzyskał nominację do nagrody Fryderyk 2016 w kategorii Album Roku - Recital Solowy.

## Lista utworów
1. Forte e piano [12:55]
2. Pianophonie [32:28]

## Wykonawcy
- [1] Szabolcs Esztényi (fortepian), Jerzy Witkowski (fortepian), Orkiestra Symfoniczna Polskiego Radia i Telewizji w Krakowie (Polish Radio and Television Symphony Orchestra in Krakow) pod dyr. Stanisława Wisłockiego (1973)
- [2] Szabolcs Esztényi (fortepian), Orkiestra WOSPRiTV w Katowicach (Great Polish Radio and Television Symphony Orchestra in Katowice), dyr. Stanisław Wisłocki (1979)